# 주러시아 우크라이나 대사관
주러시아 우크라이나 대사관(우크라이나어: Посольство України в Росії)은 러시아 모스크바에 있던 우크라이나 대사관이다. 1992년에 러시아와 우크라이나 간의 외교 관계 수립에 따라 설립되었으나 2022년에 러시아의 우크라이나 침공으로 인하여 러시아와 우크라이나 간의 외교 관계가 단절됨에 따라 폐쇄되었다.

## 공관 연혁
1991년 8월 24일에 우크라이나가 소련으로부터 독립을 선언했다. 러시아는 1991년 12월 5일에 우크라이나를 독립 국가로 승인했다. 러시아와 우크라이나는 1992년 2월 14일에 외교 관계를 수립하면서 양국 사이에 외교 공관을 설치했다.
2014년 3월에 크림 위기를 계기로 러시아가 우크라이나의 영토로 있던 크림반도를 합병했다. 우크라이나는 이에 대한 대응 차원에서 러시아 주재 대사를 본국으로 소환했다. 이 때문에 2015년부터 2022년까지는 임시대리대사가 주러시아 우크라이나 대사관의 임무를 대표했다. 2022년 2월 24일에 러시아가 우크라이나 침공을 전면 개시하면서 우크라이나는 러시아와의 외교 관계를 단절했다. 이에 따라 대사관을 비롯한 우크라이나의 러시아 주재 외교 공관이 모두 폐쇄되었다.

## 역대 주러시아 우크라이나 대사
- 제1대: 볼로디미르 크리자니우스키 (우크라이나어: Володимир Крижанівський, 1991년 ~ 1994년)
- 제2대: 볼로디미르 페도로우 (우크라이나어: Володимир Федоров, 1995년 ~ 1999년)
- 제3대: 미콜라 빌로블로츠키 (우크라이나어: Микола Білоблоцький, 1999년 ~ 2005년)
- 임시대리대사: 레오니드 오사볼류크 (우크라이나어: Леонід Осаволюк, 2005년 ~ 2006년)
- 제4대: 올레흐 됴민 (우크라이나어: Олег Дьомін, 2006년 ~ 2008년)
- 제5대: 코스탼틴 흐리셴코 (우크라이나어: Костянтин Грищенко, 2008년 ~ 2010년)
- 제6대: 볼로디미르 옐첸코 (우크라이나어: Володимир Єльченко, 2010년 ~ 2015년)
- 임시대리대사: 루슬란 님친스키 (우크라이나어: Руслан Німчинський, 2015년 ~ 2019년)
- 임시대리대사: 바실 포코틸로 (우크라이나어: Василь Покотило, 2019년 ~ 2022년)

## 러시아 주재 우크라이나 영사관
- 주모스크바 우크라이나 대사관 영사과 (1992년 설립, 2022년 폐쇄)
- 주상트페테르부르크 우크라이나 총영사관 (1998년 설립, 2022년 폐쇄)
- 주로스토프나도누 우크라이나 총영사관 (2002년 설립, 2022년 폐쇄)
- 주블라디보스토크·노보시비르스크 우크라이나 총영사관 (2004년 설립, 2022년 폐쇄)
- 주튜멘·예카테린부르크 우크라이나 총영사관 (1994년 설립, 2022년 폐쇄)
- 주니즈니노브고로드 우크라이나 총영사관 (2012년 설립, 2016년 폐쇄)

## 같이 보기
- 러시아-우크라이나 관계
- 주우크라이나 러시아 대사관
- 우크라이나의 재외공관 목록
- 러시아 주재 외국공관 목록